# Конвой Хальмахера – Манокварі (29.11.43 – 05.12.43)
Конвой Хальмахера — Манокварі (29.11.43 — 05.12.43) — японський конвой часів Другої світової війни, проведення якого відбувалось у листопаді — грудні 1943-го.
Вихідним пунктом конвою була затока Кау на острові Хальмахера (північна частина Молуккського архіпелагу), який відігравав важливу роль у постачанні японських сил на заході Нової Гвінеї. Пунктом призначення став Манокварі (північно-східний кут півострова Чендравасіх), де ще в квітні 1942-го японці створили свою базу.
До складу конвою увійшли 5 транспортів під охороною мінного загороджувача «Аотака». 1 грудня загін досягнув Манокварі, а вже 2 грудня «Аотака» повів назад транспорти «Різан-Мару» (Rizan Maru) і «Тотторі-Мару».
У підсумку конвой пройшов без втрат та 5 (за іншими даними — 4) грудня прибув до затоки Кау.